# Nguyễn Phúc Thận Huy
Nguyễn Phúc Thận Huy (chữ Hán: 阮福慎徽; 1840 – 1857), phong hiệu An Phục Công chúa (安馥公主), là một công chúa con vua Thiệu Trị nhà Nguyễn trong lịch sử Việt Nam.

## Tiểu sử
Công chúa Thận Huy sinh năm Canh Tý (1840), là con gái thứ 23 của vua Thiệu Trị, mẹ là Cung nga Nguyễn Thị Hân (Đại Nam liệt truyện chép họ của bà là Nguyễn Hòa). Công chúa còn nhỏ mà tính tình đoan nhã.
Tự Đức năm thứ 8 (1855), vua anh gả công chúa Thận Huy cho Phò mã Đô úy Nguyễn Đức Duật, người Hải Lăng, Quảng Trị, là con của Tổng đốc Nguyễn Đức Hoạt. Công chúa lấy chồng mới được 2 năm thì mất, kịp sinh được một người con gái cho phò mã Duật. Hai năm sau khi công chúa mất, phò mã Duật cũng qua đời (năm 1859).
Công chúa Thận Huy mất năm Đinh Tỵ (1857), mới 18 tuổi, được truy tặng làm An Phục Công chúa (安馥公主), thụy là Nhàn Trinh (嫻貞). Ban đầu, bà được thờ ở phía sau đền Triển Thân, đến năm Hàm Nghi thứ nhất (1885), bà mới được hợp thờ ở đền Triển Thân.
Tẩm mộ của công chúa An Phục hiện tọa lạc tại thôn Thượng 4, phường Thủy Xuân, Huế. Cung nga Nguyễn Thị Hân cũng được táng không xa tẩm của con gái bà.